# Saint Bernard (Southern Leyte)
Saint Bernard ist eine Stadtgemeinde in der philippinischen Provinz Southern Leyte.

## Geschichte
Am 17. Februar 2006 begrub ein enormer Erdrutsch große Teile der Gemeinde. Besonders die Baranggays Guinsaugon und Sugangon waren stark betroffen. Die philippinische Regierung schätzte offiziell, dass 1126 Menschen bei der Katastrophe ihr Leben verloren haben. Die Ursache waren sintflutartige Regenfälle und Waldrodungen sowie ein leichtes Erdbeben.

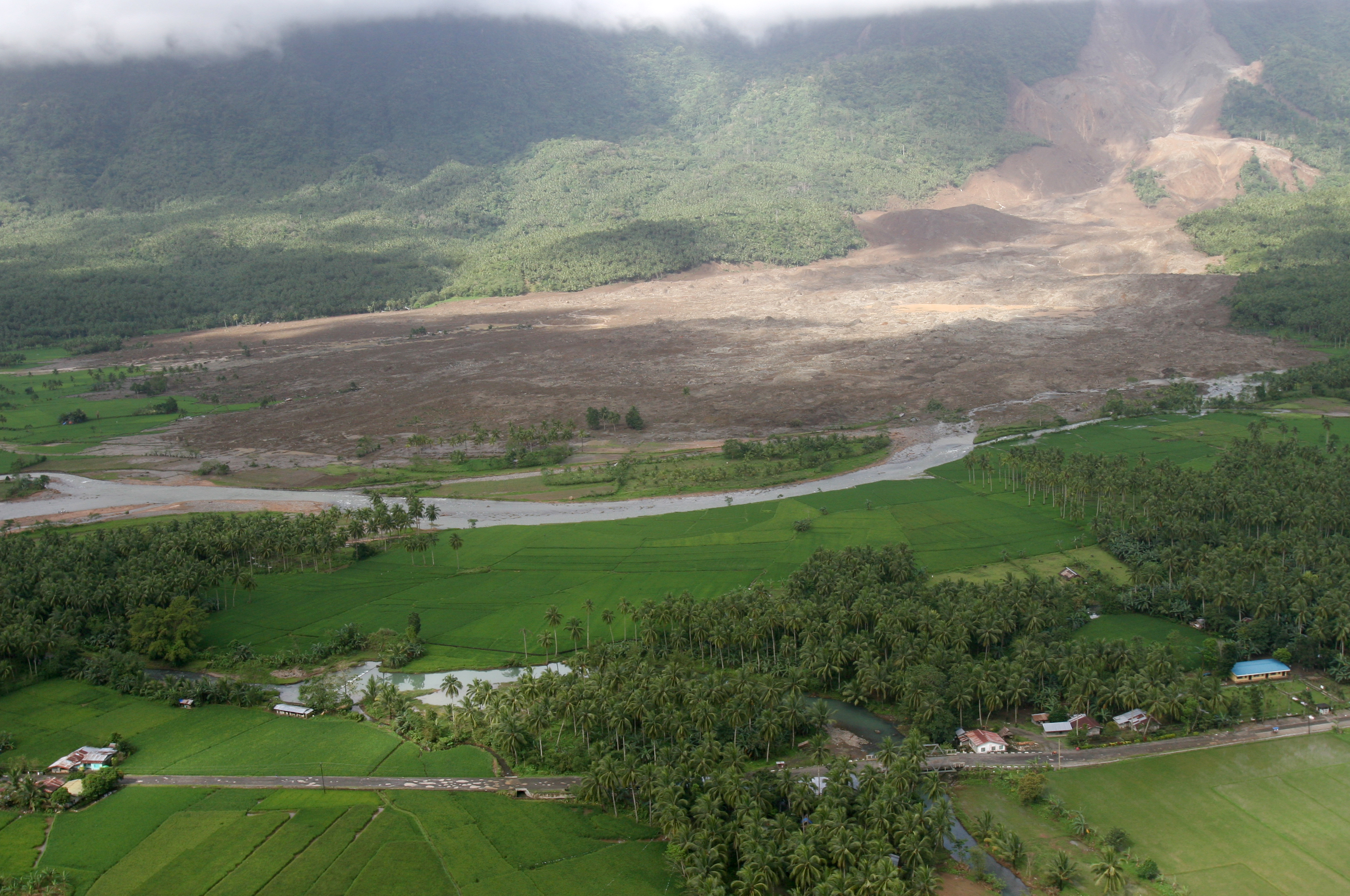
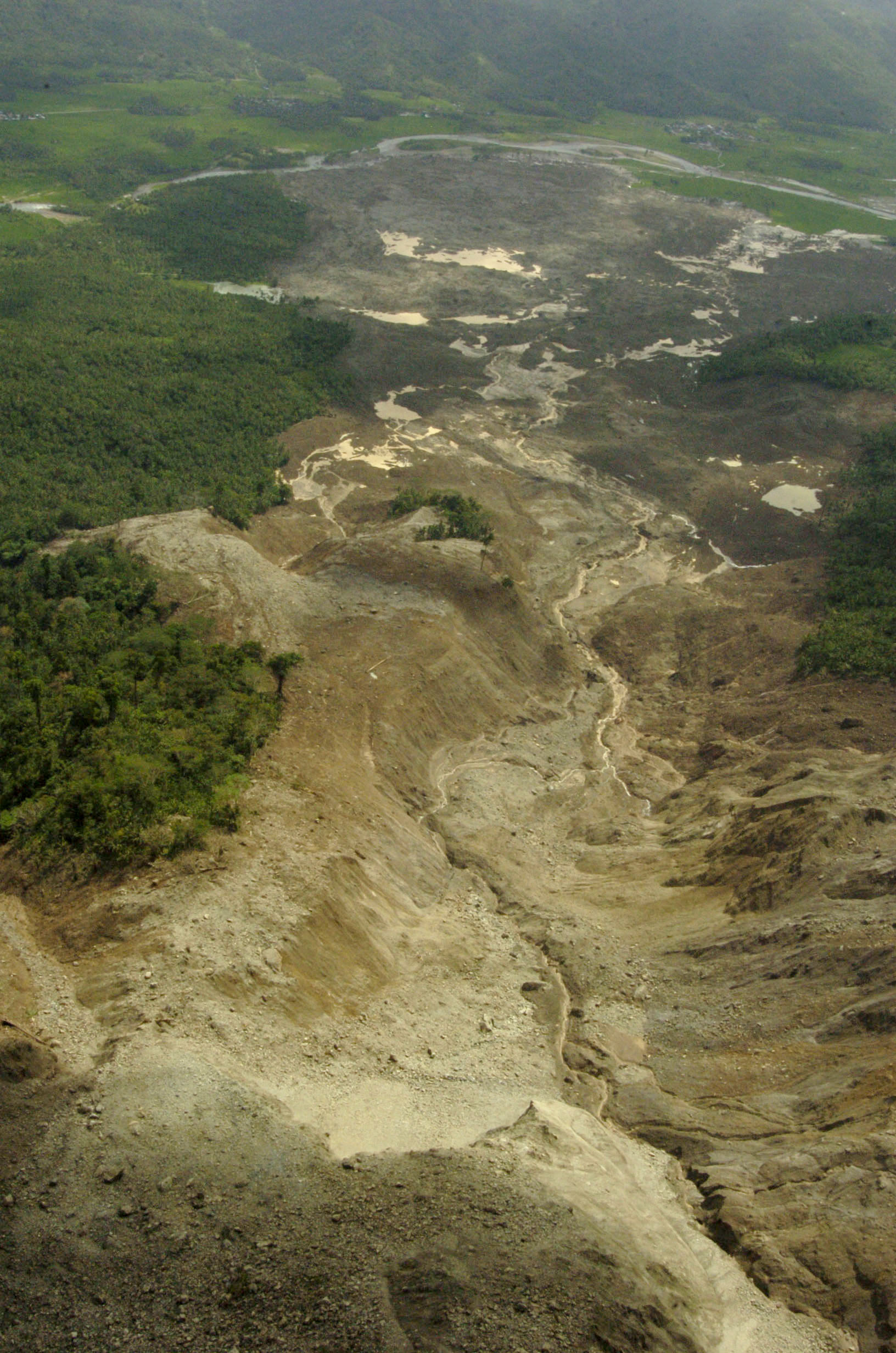

## Baranggays
Saint Bernard ist in folgende 30 Baranggays aufgeteilt:
- Atuyan
- Ayahag
- Bantawon
- Bolodbolod
- Cabagawan
- Carnaga
- Catmon
- Guinsaugon
- Himatagon
- Himbangan
- Himosonan
- Hinabian
- Hindagan
- Kauswagan
- Libas
- Lipanto
- Magatas
- Magbagacay
- Mahayag
- Mahayahay
- Malibago
- Malinao
- Nueva Esperanza
- Panian
- San Isidro
- Santa Cruz
- Sugangon
- Tabontabon
- Tambis I
- Tambis II